# Iota Centauri
Iota Centauri (ι Centauri / ι Cen) è una stella nella costellazione del Centauro di magnitudine apparente +2,75 e distante 130 anni luce dal sistema solare. È conosciuta anche con il suo nome tradizionale di  Alhakim.

## Caratteristiche fisiche
Iota Centauri è una stella bianca di sequenza principale di classe spettrale A2V. Ha un'età stimata in 350 milioni di anni e la sua massa è 2,5 volte quella del Sole; con un raggio 3,4 volte superiore ed una temperatura superficiale di 9100 K, irradia 71 volte più luce della nostra stella.
La sua velocità di rotazione è di 86 km/s, il che implica un periodo di rotazione su se stessa inferiore ai due giorni. È una stella simile a Vega, e come essa possiede un disco circumstellare ad una distanza di circa 6 UA che emette un eccesso di radiazione infrarossa, probabilmente dovuto a collisioni fra planetesimi che orbitano attorno ad essa.